# Вознесенська церква (Кудрявець)
Це́рква Вознесіння Господнього (Кудрявська) — православний храм у Києві, в місцевості Кудрявець, збудований 1718 року та розібраний у 1879 році. Знаходилася приблизно на місці незабудованої ділянки між будівлею Академії образотворчого мистецтва (Вознесенський узвіз, 20) та будинком № 18 на Вознесенському узвозі.

## Історія
Місцевість, де стояла Вознесенська церква, історично належала київським митрополитам, тут розташовувався їхній літній заміський палац, який з 1604 року, за литовсько-польської доби належав католицьким єпископам. У другій половині XVII століття указом Богдана Хмельницького ці землі знову перейшли у власність до київських митрополитів і 1718 року митрополит Іоасаф Кроковський збудував тут нову заміську резиденцію із дерев'яною домовою церквою Вознесіння, яка постала на фундаменті старої Спаської церкви, що існувала тут у XVI столітті. На північний захід від Вознесенської церкви були знайдені фундаменти культових споруд часів Київської Русі, досліджені археологами у 1947 році; ймовірно, це були залишки монастиря святого Симеона, заснованого 1073 року князем Святославом II, сином Ярослава Мудрого. Близько 1763 року митрополит Арсеній Могилянський розбив при митрополичому палаці регулярний сад.
У 1788 році резиденцію митрополитів перенесли на Шулявку, тому Вознесенська церква з домової стала парафіяльною. У колишньому палаці розташували військовий шпиталь, який 1804 року згорів; після пожежі був спустошений і сад при колишньому палаці.
Станом на середину XIX століття парафія храму включала увесь Кудрявець та Лук'янівку і налічувала 2264 особи православних та 53 особи католиків і лютеран. Вознесенська церква розташовувалася у вельми незручному місці — на самому краї парафії, тому, коли в 1850 році постало питання створення в Києві болгарського монастиря, з'явилася думка відвести під нього Вознесенську церкву із навколишніми землями. Хоча ці ідеї так і не були втілені в життя, Вознесенську церкву в рамках впорядкування парафій через стрімку забудову Лук'янівки та Кудрявця все ж вирішили перенести на колишній Старокиївський цвинтар, що розташовувався в районі сучасної вулиці Січових Стрільців. Первісно планували фізично перемістити будівлю старої дерев'яної церкви на нове місце, але у зрештою 1862 році єпархіальний архітектор Павло Спарро розробив проєкт нового теплого мурованого храму. Будівництво останнього через брак коштів тривало досить довго, з 1863 по 1872 рік, а 1879 року будівлю старої Вознесенської церкви розібрали. У 1899—1901 роках на її місці спорудили навчальний корпус Духовної семінарії (сучасна будівля Академії образотворчого мистецтва та архітектури).
Пам'ять про Вознесенську церкву лишилася у місцевих топонімах — Вознесенському узвозі, Вознесенському провулку (сучасна назва — Киянівський) і вулиці Вознесенський Яр (сучасна назва — Петрівська).
Сповідні розписи, метричні книги і клірові відомості церкви (з 1737 року) зберігаються в Центральному державному історичному архіві України, м. Київ (ЦДІАК України).

## Опис
Вознесенська Кудрявська церква була дерев'яною із шальованими стінами, тризрубною, трибанною, зведеною у стилі українського бароко. Центральна нава завершувалася великою, бічні зруби — меншими грушоподібними банями на гранчастих світлових барабанах. Після 1788 року, коли церква стала парафіяльною, до неї прибудували окремо поставлену дерев'яну, квадратну у плані двоярусну дзвіницю, із півциркульними отворами на другому ярусі та приземкуватою грушоподібною банею. Вирізьблена на стіні дзвіниці дата «1603», ймовірно, свідчила про те, що будівлю перенесли з іншого місця.